# 藤野義明
藤野 義明（ふじの よしあき、1978年〈昭和53年〉6月21日 - ）は、日本のテレビ番組の演出家、ディレクター。制作会社・ばんぺいゆ、芸能プロダクション・ばんぺいゆマネジメント代表である。愛称藤野D（ふじの ディー）、別名ブリーフ団D（ブリーフだん ディー）。

## 来歴
群馬県高崎市出身で神奈川県藤沢市で生活し、明治大学政治経済学部卒業後にテレビ番組制作会社ケイマックスに契約社員として入社する。テレビ朝日『内村プロデュース』のアシスタントディレクターを皮切りにドキュメントバラエティ番組畑を歩む。特にさまぁ〜ず、江頭2:50が出演する番組を手掛けることが多い。
ケイマックスから否決された自身の企画「女子AD3人ロケ日誌」を実現させる目的で、契約社員のまま2011年に放送作家のたかはCと野地努を引き連れて制作会社ばんぺいゆを設立して代表を務める。
2020年2月に江頭2:50をメイン出演者としたYouTubeチャンネル「エガちゃんねる」を開設する。かねてから江頭と親交が深いスタッフやコアなファンらが知る、暴走芸風と異なる一面を引き出して幅広いファンを得て、登録者は2年で300万人を超える。
通常は「スタッフ」名義の天の声として、生配信時には「ブリーフ団D」を名乗って出演することがある。
2022年2月に著書『エガちゃんねる革命』を宝島社より出版した。

## 人物

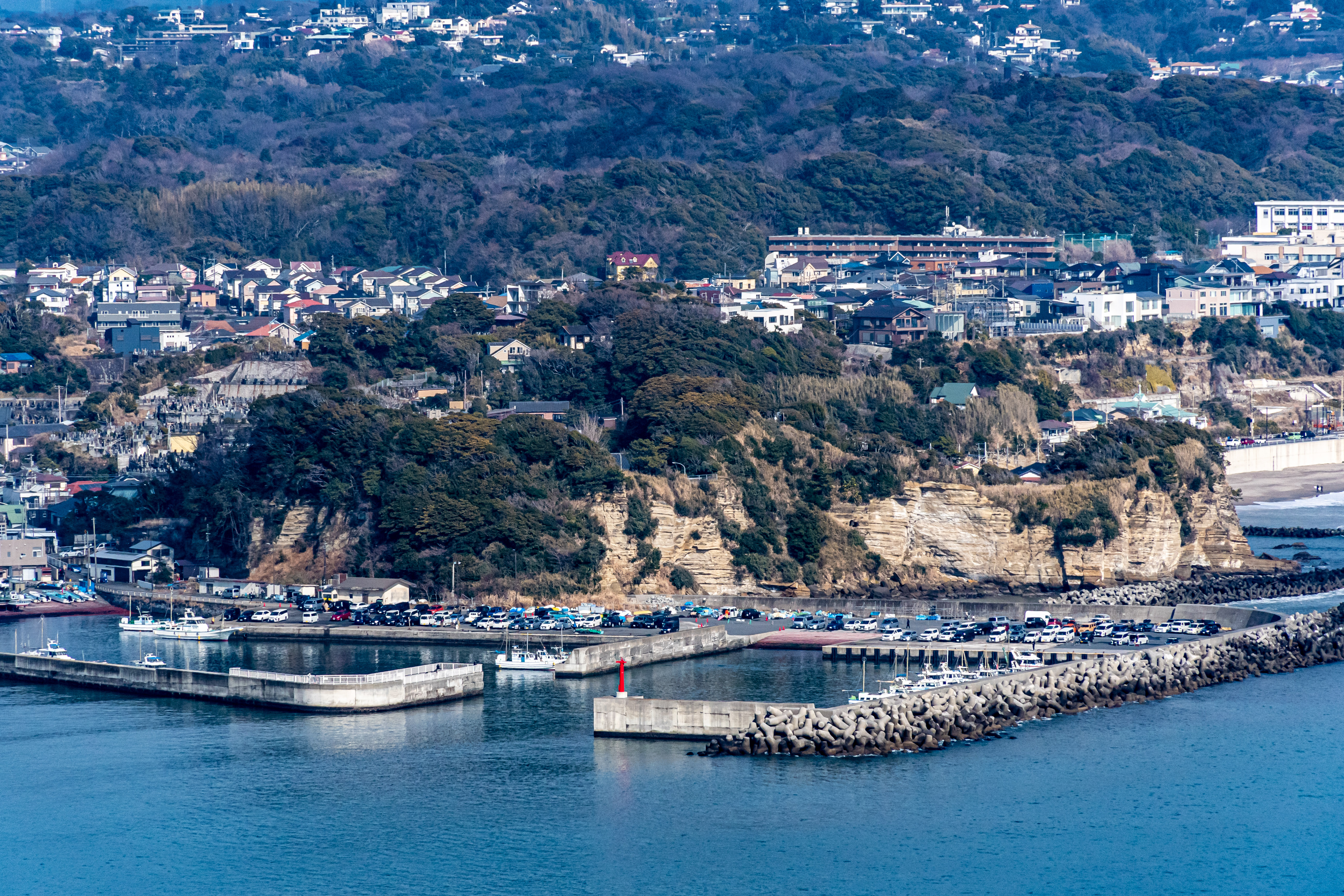
『エガちゃんねる』生しらす企画は自身も出演（神奈川県・腰越漁港）

幼少期からお笑い番組が大好きで『加トちゃんケンちゃんごきげんテレビ』や『志村けんのだいじょうぶだぁ』、『天才・たけしの元気が出るテレビ』を観て育つ。地元で開催された爆笑問題と江頭2:50が出演するライブに感動してお笑いが好きになり、大変だけれども楽しかった学生時代の文化祭のようなことを仕事にできないか、とテレビ業界を志す。
さまぁ〜ずは『内村プロデュース』以来の付き合いで、『さまぁ〜ず×さまぁ〜ず』のトークの話題に登場することもあり、大竹の新品の靴を間違えて履いて帰ったことがある。
藤野が一人で生活する自宅で収録された「さまぁ〜ずが家に来た！藤野D宅のおもてなし！」が『さまぁ〜ず×さまぁ〜ず』のDVD特典ディスクに収載され、親交あるアンバランスの山本栄治が案内役として登場し、コーナーの最後にさまぁ〜ずからシークレットシューズをプレゼントされる。
身長は165センチメートルと細身で、2018年ごろに結婚して一児の父である。東京都目黒区に住み、チワワとトイプードルの混血犬「パズー」を飼っており、釣りを趣味とする。高校の課外活動はサッカー部で活動した。
食にこだわりが強く、エガちゃんねるで「押し付けグルメおじさん」として不快がられることが定番となっており、これまでに相模湾の生しらす、日光市今市の天然かき氷、有名店のインスタントラーメン、大手メーカーの冷凍シウマイなどを紹介している。

## 担当作品

### テレビ番組
- さまぁ〜ず×さまぁ〜ず（テレビ朝日）
- オータケ・サンタマリアの100まで生きるつもりです（テレビ朝日）
- あいつ今何してる?（テレビ朝日）
- 7.2新しい別の窓（Abema TV）
- 『ぷっ』すま（テレビ朝日）
- 内村てらす（日本テレビ）
- グータンヌーボ（関西テレビ放送）
- 内村プロデュース（テレビ朝日）
- 坂上忍の成長マン!!（テレビ朝日）
- アタラシーノ（テレビ朝日）
- ナツメのオミミ（テレビ朝日）
- ナツメ・道楽（テレビ朝日）
- 東京オカン（関西テレビ放送）
- ぐっさんの肉球プリン（関西テレビ放送）
- 哀すべきエーッ！？な人　さまぁ～ずカトゥサンド（日本テレビ放送網）
- ごちそうさまぁ～ず（日本テレビ放送網）
- たけスポ（テレビ朝日）
- くりぃむ×豪華スター芸能界大中小ニュース（テレビ朝日）
- タメシアイ（関西テレビ放送）
- ホントノワタシ写真集（関西テレビ放送）

### インターネット映像配信
- エガちゃんねる（YouTube）
- トゥルさま⭐︎（dtv）
- トゥルルさまぁ〜ず（Bee TV）
- がんばれ!エガちゃんピン（Bee TV）
- がんばれ! エガちゃんピン2（Bee TV）
- がんばれ! エガちゃんピン3（Bee TV）
- がんばれ! エガちゃんピン4 MEGA-MAX（Bee TV）
- がんばれ! エガちゃんピン5 アルティメット（Bee TV）
- それいけ! エガちゃんマン（ゲオチャンネル）
- 女子AD3人のロケ日誌～ばんぺいゆ～（Bee TV）
- ユースケ&ハマケンの会員制おもかげラヂオ（Bee TV）
- ガチハメ 一発屋をガチドッキリにハメたらヤバかった（Bee TV）

### CD・DVD等
- AKB48渡辺麻友

1stシングル「シンクロときめき」　DVD特典映像
2ndシングル「大人ジェリービーンズ」　DVD特典映像
3rdシングル「ヒカルものたち」　DVD特典映像
- 堂本剛

カバーアルバム「カバ」 DVD特典映像「カバチャンネル」

### イベント
- EGA FES. 2022 Supported by TOYOMARU - 2022年9月30日、渋谷公会堂（東京都渋谷区宇田川町）。構成・総合演出に加え、ブリーフ団として歌唱・演奏も行った。
- EGA FES. 2024 - 2024年8月、ぴあアリーナMM（神奈川県横浜市）で開催予定。

## 出演

### YouTube
- エガちゃんねる
ブリーフ団Dとしては釣り、麻雀、人狼ゲーム、グルメの企画などに出演者となる。
- 街録ch -あなたの人生、教えて下さい- 「エガちゃんねる立ち上げ最速100万登録も大物Uからヤラセ 垢BAN提案にブチ切れ/ディレクター藤野義明」（2022年2月8日）
- 宮迫ですッ!【宮迫博之】「エガちゃんねるのディレクター、藤野さんにガチのアドバイスを聞いてみた」（2023年6月2日）
- HUNGRY MONSTER（ロシアン佐藤）「【高級焼肉大食い】【地獄のお会計】登録者さん100万人を記念して江頭さんから皆にご馳走してもらったらとんでもない事になった。」（2023年7月4日）

### イベント
- ディレクター“Youtube”1000本ノック!! vol.2 - 2023年6月9日、LOFT9 Shibuya（東京都渋谷区円山町）。トーク出演。
- サブカル市2024スペシャルトークイベント 藤野義明さん×藤田泰実さん「"好き"なことで生きていく！」 - 2024年3月24日、蔦屋書店3号館（東京都渋谷区猿楽町）。
- 『エガちゃんねる革命』重版サイン会 - 2024年4月29日未来屋書店碑文谷店（東京都目黒区碑文谷）、新浦安店（千葉県浦安市）、5月1日甲府昭和店（山梨県中巨摩郡昭和町）。
- 藤野義明『エガちゃんねる革命』3刷記念トークイベント＆サイン会 - 2024年6月2日出演予定。
- VIDEOGRAPHERS TOKYO 2024 - 2024年7月出演予定。

### ラジオ
- I-Cocoon（BAYFM）
  - 2024年8月2日ゲスト
  - 2025年1月17日ゲスト
- Business EXpress（ラジオNIKKEI第2） - 2025年5月22日ゲスト

## 著書
- 『エガちゃんねる革命』 - 宝島社 （2022年） ISBN 4299025148
- 『下品の流儀 エガちゃんねる10億回再生』 - 宝島社（2025年） ISBN 4299063074

## グッズ
ブリーフ団D単独でもイオンファンタジーによりクレーンゲーム景品化されている。
- エガちゃんねるBIGぬいぐるみ（ブリーフ団D）
なぜがブリーフ団Dだけ限定品
- エガちゃんねるぬいぐるみマスコット（ブリーフ団D）